# Catiquiro

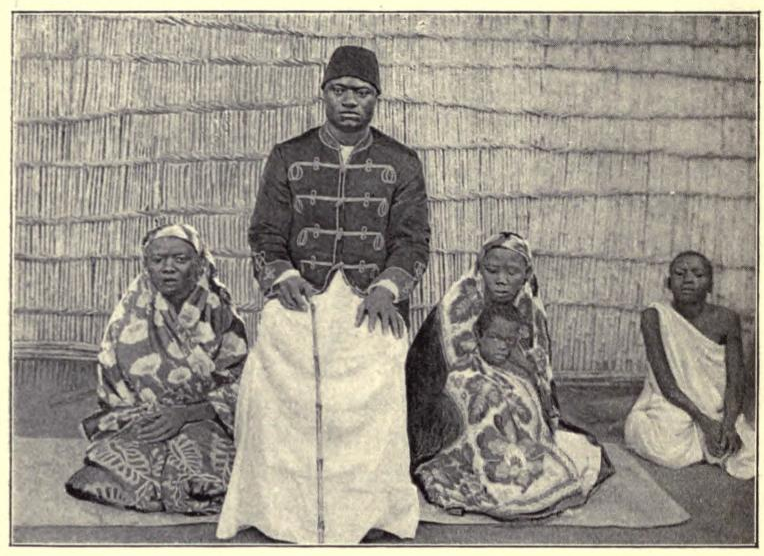
Catiquiro Apolo Cagua em 1893

Catiquiro (em luganda: Katikiro) é o título utilizado pelo primeiro-ministro ou chanceler do Reino de Buganda, na Uganda.